# ジェフ (アルバム)
ジェフ (Jeff) は、2003年にリリースされたジェフ・ベックのスタジオ・アルバム。
2曲目の「Plan B」でグラミー賞（ベスト・ロック・インストルメンタル・パフォーマンス）を受賞。

## 曲目
1. ソー・ホワット - "So What" (Beck, Garcia) 4:19
2. プランB - "Plan B" (Aslan, Beck, Torn, White) 4:49
3. ポーキュパイン - "Pork-U-Pine" (Beck, Holroyde, Wright) 4:06
4. シーズンズ - "Seasons" (Beck, Butler, Irving, Syze-Up) 3:48
5. トラブル・マン - "Trouble Man" (Beck, Garcia, Wright) 3:34
6. グリース・モンキー - "Grease Monkey" (Beck, Fisher-Jones, Gray, Gray) 3:34
7. ホット・ロッド・ハネムーン - "Hot Rod Honeymoon" (Beck, Fisher-Jones, Gray, Gray) 3:33
8. ライン・ダンシング・ウィズ・モンキーズ - "Line Dancing With Monkeys" (Aslan, Torn, White) 5:18
9. JB's・ブルース - "JB's Blues" (Beck, Garcia) 4:20
10. ペイ・ミー・ノー・マインド - "Pay Me No Mind" (Beck, Martin) 3:18
11. マイ・シング - "My Thing" (Beck, Sorrell, Wright) 4:10
12. ブルガリア - "Bulgaria" (Traditional) 2:00
13. ホワイ・ロード・オー・ホワイ? - "Why Lord Oh Why?" (Hymas) 4:41